# Зеленцов, Александр Борисович
Александр Борисович Зеленцов (род. 11 февраля 1951, Селевкино, Московская область) — советский и российский ученый-правовед, специалист по административному праву и административному процессу. Доктор юридических наук, профессор, профессор Российского университета дружбы народов имени Патриса Лумумбы. Действительный член и вице-президент Евразийской академии административных наук (ЕААН). Заслуженный деятель науки Российской Федерации. Заслуженный юрист Российской Федерации Президента Российской Федерации от 06.08.2021 г. № 455 О награждении государственными наградами Российской Федерации Архивная копия от 6 июля 2020 на Wayback Machine. Почетный работник высшего профессионального образования Российской Федерации.  Медаль «В память 800-летия Москвы». Член правления Национальной ассоциации административистов России (местонахождение: Московский государственный юридический университет имени О.Е. Кутафина (МГЮА)).

## Биография
В 1971 году поступил на факультет экономики и права Университета дружбы народов (УДН) им. П. Лумумбы, который в 1978 году с отличием закончил по специальности «международное право» (квалификация «юрист») и параллельно получил диплом переводчика с испанского языка на русский. В 1975—1976 г. стажировался в Университете Ориенте (г. Сантьяго де Куба, Республика Куба).
В 1978—1981 г. проходит обучение в аспирантуре по кафедре теории и истории государства и права УДН им. П. Лумумбы и защищает кандидатскую диссертацию на тему: «Историзм в буржуазной философии права стран Латинской Америки». Официальные оппоненты: д.ю.н., проф. Туманов Владимир Александрович (ИГПАН); к.ю.н., доцент Савин Виталий Анатольевич (МГИМО). Ведущая организация — кафедра теории государства и права юридического факультета МГУ им. М. В. Ломоносова.
С 1981 года А. Б. Зеленцов трудится ассистентом кафедры теории и истории государства и права УДН. В 1983 г. он приглашается для работы в Институт общественных наук (ИОН) при ЦК КПСС на должность старшего преподавателя кафедры философии, возглавляемой проф. Ф. М. Бурлацким. В этом учебном заведении А. Б. Зеленцов начал читать лекции и вести занятия на испанском, а в дальнейшем, и на португальском языках. В 1985 году руководство ИОН направляет А. Б. Зеленцова в служебную командировку в Республику Ангола, где он находился до 1990 г. в качестве руководителя группы преподавателей-консультантов. В 1990—1991 г.г. — доцент кафедры философии Института общественных наук (ИОН).
В 1991 г. А. Б. Зеленцов возвращается на кафедру теории и истории государства и права РУДН. С этого времени по настоящий период вся его научно-педагогическая деятельность неразрывно связана с Российским университетом дружбы народов. В 1995 −1996 гг. он является заместителем декана юридического факультета РУДН по научной работе.
В 1996—2003 гг. А. Б. Зеленцов — заведующий кафедрой конституционного, административного и финансового права РУДН, которая была создана под его руководством. С 2003 г. по 2012 г. он заведует вновь образованной кафедрой административного и финансового права РУДН. С 2012 г. по настоящее время — профессор кафедры административного и финансового права юридического института РУДН.
В 2005 г. защитил докторскую диссертацию на тему «Теоретические проблемы правового спора» по двум специальностям: 12.00.01 — теория и история права и государства; история политических и правовых учений; 12.00.14 — административное право; финансовое право; информационное право. Официальные оппоненты — д.ю.н., проф. Малахов Валерий Петрович, д.ю.н., проф. Морозова Людмила Александровна, д.ю.н., проф. Веремеенко Иван Иванович. Ведущая организация — Российская академия государственной службы при Президенте РФ. В 2009 г. Зеленцову А. Б. было присвоено звание профессора.
В 2009 −2012 годах А. Б. Зеленцов являлся Председателем диссертационного совета Д212.203.29 при Российском университете дружбы народов. С 2020 года по настоящее  время— заместитель председателя созданного на базе РУДН диссертационного совета ПДС 0900. 008  (по специальности 5.1.2 Публично-правовые (государственно-правовые) науки) и член диссертационного совета ПДС 0900. 007 (по специальности 5.1.1. Теоретико-исторические правовые науки), действующего в этом Университете.
В 2010—2013 годах — директор Научно-образовательного центра (НОЦ) административного и финансового права РУДН и директор Центра публичного права при юридическом факультете РУДН.
В 2009—2013 годах он являлся Председателем ГАК в Академическом правовом институте, действовавшем при Институте государства и права РАН, в 2015 −2016 годах — Председателем ГАК в Московском психолого-социальном университете (МПСУ), в 2016—2019 годах — Председателем ГАК в Российской академии народного хозяйства и государственной службы (РАНХиГС) при Президенте РФ.
С 2004 г. по 2017 г. он входил в состав Научно-консультативного Совета при Верховном Суде РФ. С 2009 г. Зеленцов А. Б. — действительный член (академик) и вице-президент Евразийской академии административных наук (ЕААН). В течение почти двадцати лет он выполнял обязанности заместителя главного редактора журнала "Вестник РУДН, Серия «Юридические науки». В настоящее время является членом редколлегий шести юридических журналов: «Административное право и процесс», «Вестник Евразийской академии административных наук», «Журнал административного судопроизводства», «Вестник Сургутского госуниверситета», «Вестник ВИПК МВД России», «Публичное право сегодня».
Владеет испанским и португальским языками.

## Научная деятельность
А. Б. Зеленцов является одним из основоположников формирующейся в России теории административного правосудия и судебного административно-процессуального права. В его трудах выдвинуты фундаментальные для развития административной юстиции в России идеи, касающиеся форм и системы административной юрисдикции, обоснована целостная концепция административно-правового конфликта как её предмета. Разработана юридическая конструкция административно-правового спора как составляющей административно-правового конфликта, раскрыты его функции и значение для определения и интерпретации предметной сферы административной юстиции. Построение общетеоретической модели спора о праве, предпринятое в работах А. Б. Зеленцова, способствовало чёткой идентификации административного спора как его отраслевой разновидности и концептуальному обоснованию возможности организации административного судопроизводства как искового со всем набором предоставляемых им правовых гарантий.
А. Б. Зеленцов заслуженно считается основателем и руководителем школы сравнительно-правовых и теоретических исследований административной юстиции в РУДН, известной не только в России, но и в зарубежных странах. К заслугам А. Б. Зеленцова и его школы в экспертном сообществе относятся идейно-правовая подготовка КАС РФ и создание соответствующей теоретико-юридической атмосферы, когда идея превращения административной юстиции в настоящий кодифицированный акт получала всё большее распространение в сознании юристов и государственных деятелей.
Известными достижениями отмечены исследования А. Б. Зеленцова не только в области теории административного правосудия, но и затрагивающие широкий круг фундаментальных вопросов административного права. Среди них вопрос о современном понимании административного права и обосновании необходимости его новой парадигмы в России, вопрос о конституционализации российского административного права как одном из фундаментальных направлений его современного развития от права постсоветского, переходного к административному праву социального правового государства.
А. Б. Зеленцов внес заметный вклад в развитие отечественного сравнительного административного права, обогатив его содержательными работами, посвященными проблемным вопросам форм, механизмов и методов контроля за деятельностью публичной администрации в зарубежных странах.

## Область научных интересов
- административная конфликтология
- проблемы дифференциации и унификации административного процесса
- проблемы конституционализации административного права
- разработка концептуальных основ теории административной власти России
- проблемы сравнительного административного права
- актуальные проблемы развития административной юстиции в России и за рубежом
- административное судопроизводство

## Преподавание
Читает курсы:
1) для студентов бакалавриата общего профиля «Юриспруденция»
— Административная юстиция
2) для студентов магистратуры, обучающихся на кафедре административного и финансового права юридического института РУДН
— Актуальные проблемы административного права
— Административно-правовые формы и методы
3) для аспирантов кафедры административного и финансового права юридического института РУДН
— Судебное административное право